# Abdank
Abdank est un des plus anciens clans de chevalerie polonaise. C'est également un blason de l’aristocratie polonaise. Il est mentionné pour la première fois en 1228. Il remonte, selon Kasper Niesiecki (en), héraldiste polonais du XVIIIe siècle, au temps du légendaire Krakus. 

## Membres notables
- Jerzy Jazłowiecki (1489 -1569), castellan de Kamieniec Podolski, voïvode de Podolie et de Ruthénie, grand hetman de la Couronne
- Bohdan Khmelnytskyï (1595-1657), chef militaire et politique des cosaques d’Ukraine
- Ivan Vyhovsky (mort en 1664) hetman des cosaques d'Ukraine
- Jan Kozietulski (1781 -1821) officier polonais des armées du duché de Varsovie pendant les guerres napoléoniennes. Il s'illustre particulièrement pendant la bataille de Somosierra où il charge les batteries espagnoles.
- Michał Wojnicz (1865-1930), bibliophile et révolutionnaire polonais
- Bronisław Gembarzewski (1872 -1941) colonel du génie militaire, peintre, historien et directeur du Musée national de Varsovie et du Musée de l'Armée polonaise
- Alfred Korzybski (1879-1950), philosophe et ingénieur américain d'origine polonaise
- Krystyna Skarbek (1908-1952), résistante polonaise, agent de services secrets britanniques pendant la Seconde Guerre mondiale connue sous le nom de guerre de Christine Granville